# Đường hầm Branisko
Đường hầm Branisko (tiếng Slovakia: Tunel Branisko) là một đường hầm đường cao tốc nằm trên đoạn giữa Beharovce và Fričovce của đường cao tốc D1, và thuộc địa phận các thành phố Široké và Korytné của Slovakia. Chiều dài của đường hầm này là 4.975 mét. Hiện tại, đường hầm Branisko là đường hầm vận tải dài nhất đang được vận hành ở Slovakia.
Đường hầm này đã thay thế lối đi khó qua đèo Branisko dọc theo quốc lộ I/18, lối đi này nằm ở độ cao 751 mét so với mực nước biển. Cường độ giao thông trung bình trên đường hầm này là 10.359 xe/ngày vào năm 2015.

## Lịch sử
Công việc đào đường hầm Branisko bắt đầu với việc đào một đường hầm theo trục ống phía bắc với mục đích thăm dò vào tháng 4 năm 1996. Ống hầm phía nam bắt đầu được đào vào tháng 5 của năm tiếp theo. Buổi lễ đào ống hầm được tổ chức một cách nghi thức vào ngày 1 tháng 5 năm 1999 với sự hiện diện của Thủ tướng lúc bấy giờ là Mikuláš Dzurinda. Trong những tháng tiếp theo, các trục thông gió và lòng đường được xây dựng, và các thiết bị công nghệ cũng được lắp đặt bên trong đường hầm. Lễ khánh thành ống hầm thứ nhất đã diễn ra vào ngày 29 tháng 6 năm 2003. Tính đến ngày 1 tháng 10 năm 2003, đường hầm Branisko chỉ mới hoạt động thử nghiệm và tốc độ tối đa cho phép bên trong đường hầm này là 60 km/h.